# Romina Del Plá

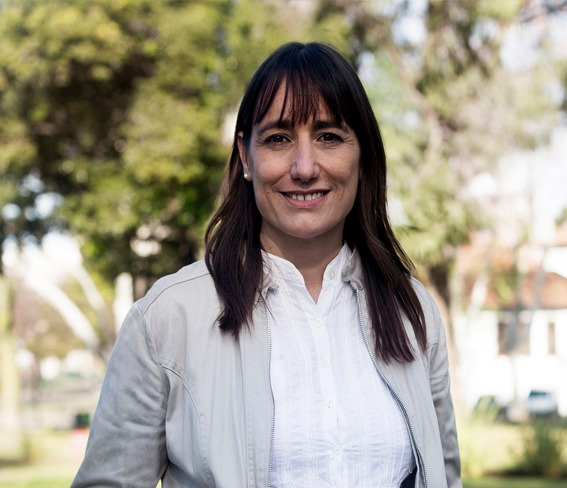

Romina Del Plá (sinh ngày 2/4/1972) là một nhà hoạt động trong Đảng Công nhân (Argentina).
Cô đã được bầu vào Hạ viện quốc gia Argentina tại cuộc bầu cử lập pháp Argentina 2017. Cô đã được bầu vào tỉnh Buenos Aires với tư cách là ứng cử viên của Mặt trận Công nhân.
Cô trước đây là giảng viên lịch sử tại Đại học Buenos Aires  và Romina Del Plá có 23 năm làm giáo viên trong các lớp học La Matanza và cô làm việc tại trường trung học 41 Aldo Bonzi và trường trung học kỹ thuật 3-d của San Justo.

## Tuổi thơ và gia đình
Cô xuất thân từ gia đình theo tư tưởng Trotsky của các nhà lãnh đạo của Partido Obrero (P0). Cha của cô Miguel del Plá là lãnh đạo PO của Santa Cruz. Nora Biaggio, mẹ cô, là một giáo viên đã nghỉ hưu và lãnh đạo của nhóm Dạy học Tribune. Chú của cô ấy là Claudio del Plá là một nhà lập pháp hiện tại của PO ở Salta. Cha mẹ cô là công nhân: Nora là một giáo viên và Miguel là nhà luyện kim, và các nhà hoạt động chính trị. Khi một đứa trẻ Romina chuyển cùng gia đình đến Córdoba, đó là quyết định của đảng đối với cha mẹ cô để bảo vệ hoạt động của đảng trong thời kỳ độc tài.

## Sự nghiệp chính trị
Del Plá đã trở nên nổi tiếng trong năm 2017 vì đã thách thức quyền lực của Roberto Baradel trong cuộc bầu cử cho vị trí lãnh đạo trong hiệp hội giáo viên ở Buenos Aires. Cô đã trở thành một trong những người lãnh đạo chính của phong trào lao động ngày nay, đấu tranh cho sự chống đối quan liêu trong giáo viên. Từ câu nói của chính cô "họ muốn cách mạng của công nhân và họ cũng muốn lãnh đạo giai cấp công nhân theo lối thoát xã hội chủ nghĩa". Cô đại diện cho quyền của giáo viên có giấy chứng nhận nghỉ ốm và chống lại việc giảm ngân sách giáo dục. Cô là một Tổng thư ký của Liên minh Công đoàn Giáo dục Suteba Matanza của Buenos Aires (SUTEBA) của thị trấn La Matanza. Romina Del Pla với tư cách là một phó quốc gia cho tỉnh Buenos Aires từ Mặt trận cánh tả đã được hỗ trợ bởi 1.300.000 phiếu bầu trong cả nước và đảm nhận băng ghế dự bị của bà tại Hạ viện Quốc hội vào ngày 10 tháng 12 năm 2017. Mục tiêu của cô với tư cách nghị sĩ Hạ viện là để đối mặt với lao động, nghỉ hưu và cải cách giáo dục.
Đầu năm 2019, có thông báo rằng Plá sẽ là ứng cử viên tổng thống trong cuộc bầu cử vào cuối năm đó, với Nicolás del Caño là người đồng hành với bà cho chức phó tổng thống.